# 李従栄
李 従栄（り じゅうえい、? - 長興4年（933年））は、五代の後唐の皇族。

## 生涯
後唐の第2代皇帝・明宗（李嗣源）の次男。
父帝から秦王に封じられる。
長男の李従璟は早世していたので、本来は李従栄が後継者だった。しかし、性格が驕慢で残忍であり、世間からの評判が悪かった。それは自身でも自分を支持していないことを感じており、常に皇太子になれないことを恐れていた。
長興4年（933年）、明宗は重病に倒れた。この際、明宗を見舞った従栄は、父から言葉が無く、宮中では哭き声を聞いたので、既に死んでいるものと判断した。そして、自身の後継体制を万全にするために宮中を制圧するべく、軍を率いて宮中クーデターを起こした。しかしこれは従栄の早とちりであり、明宗は重態であったものの存命していた。そのため、従栄の行為は単なる謀反と見なされ、宮中での騒動は禁軍によってたちまちのうちに鎮圧され、従栄は敗走したが、明宗の兵によって処刑された。
明宗は従栄の謀反を知って驚愕し、間もなく病気により後を追うように亡くなった。このため、第3代皇帝には従栄のすぐ下の弟である李従厚（閔帝）が即位することになった。